# Singles (álbum de The Smiths)
Singles é uma coletânea musical da banda britânica de rock alternativo The Smiths, lançada em 1995. Esta compilação reúne todos os singles (apenas o "lado A"), editados pela banda em sua curta existência.

## Faixas
Todas as canções foram escritas por Morrissey e Johnny Marr.
1. "Hand in Glove" (versão original)
2. "This Charming Man"
3. "What Difference Does It Make?" (versão original)
4. "Heaven Knows I'm Miserable Now"
5. "William, It Was Really Nothing"
6. "How Soon Is Now?" (versão original)
7. "Shakespeare's Sister"
8. "That Joke Isn't Funny Anymore" (album version)
9. "The Boy with the Thorn in His Side" (versão original)
10. "Bigmouth Strikes Again"
11. "Panic"
12. "Ask" (versão original)
13. "Shoplifters of the World Unite"
14. "Sheila Take a Bow"
15. "Girlfriend in a Coma"
16. "I Started Something I Couldn't Finish"
17. "Last Night I Dreamt That Somebody Loved Me" (versão original)
18. "There Is a Light That Never Goes Out"

## Posição nas paradas musicais
| Parada (1995)                       | Melhor posição |
| ----------------------------------- | -------------- |
| Reino Unido (Official Albums Chart) | 5              |

| Parada (2002)  | Melhor posição |
| -------------- | -------------- |
| Irlanda (IRMA) | 26             |

## Certificações e vendas
| Região                                                                                                  | Certificação | Vendas   |
| --- | ------------ | -------- |
| Brasil (Pro-Música Brasil)                                                                              | Ouro         | 100,000* |
| Reino Unido (BPI)                                                                                       | Platina      | 300,000^ |
| Estados Unidos                                                                                          |              | 395,150  |
| *números de vendas baseados somente na certificação ^números de vendas baseados somente na certificação |              |          |